# Медяково (Красноярский край)
Медяково — село в Боготольском районе Красноярского края России. Входит в состав Боготольского сельсовета.

## География
Село находится на берегах реки Улуй (приток реки Чулым), на расстоянии примерно 9 км к северо-востоку от города Боготол, административного центра района. Абсолютная высота — 252 м над уровнем моря.

## Население
| 2010 |
| ---- |
| 272  |

### Гендерный состав
Согласно результатам переписи 2010 года, в селе проживало 272 человека (122 мужчины и 150 женщин).

## Улицы
| - ул. Гагарина, - ул. Заречная, - ул. Кирова, - ул. Мира, | - ул. Северная, - ул. Советская, - ул. Совхозная. |